# Famille Cottin (Seine)
Pour les articles homonymes, voir Cottin.
Cette page explique l’histoire ou répertorie les différents membres de la famille Cottin.

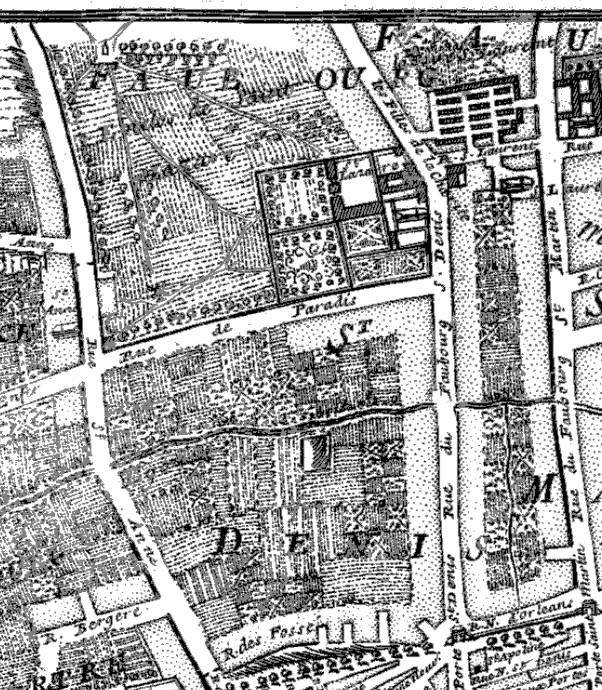
L'enclos Saint-Lazare (partie sud), 1705.

La famille Cottin de La Chapelle puis de La Villette, depuis le XVIe siècle est une famille française de maîtres-jardiniers, agriculteurs-vidangeurs, entrepreneurs des boues chargés du nettoiement de Paris, de la fourniture des chandelles et de l'entretien des lanternes publiques, qui exploitèrent la ferme Saint-Lazare, une ancienne léproserie où Vincent de Paul et Louise de Marillac initièrent les Filles de la Charité, la Congrégation de la Mission et les Enfants de Marie Immaculée.

## Histoire

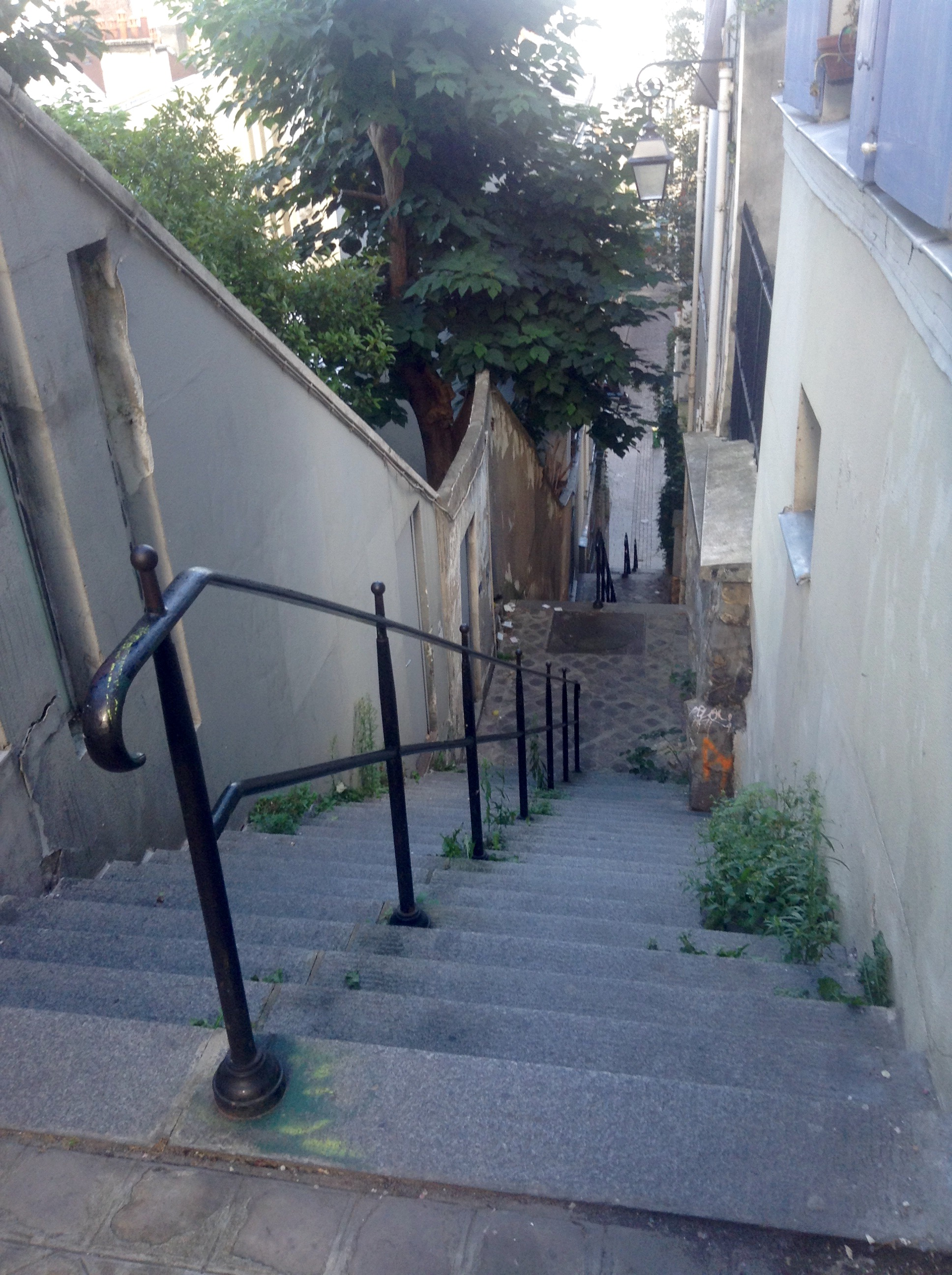
Passage Cottin.

En 1738, Jean et Louis Cottin, ont la charge des quartiers de la Cité et de la place Maubert. Ce sont les cousins du sculpteur Jean-Baptiste Pigalle et les oncles (« à la mode de Bretagne ») des Tarbé : Gratien-Théodore (imprimeur), Louis (ministre des finances de Louis XVI), Jean Bernard (directeur des Ponts et chaussées) et Edmond (critique du Figaro).

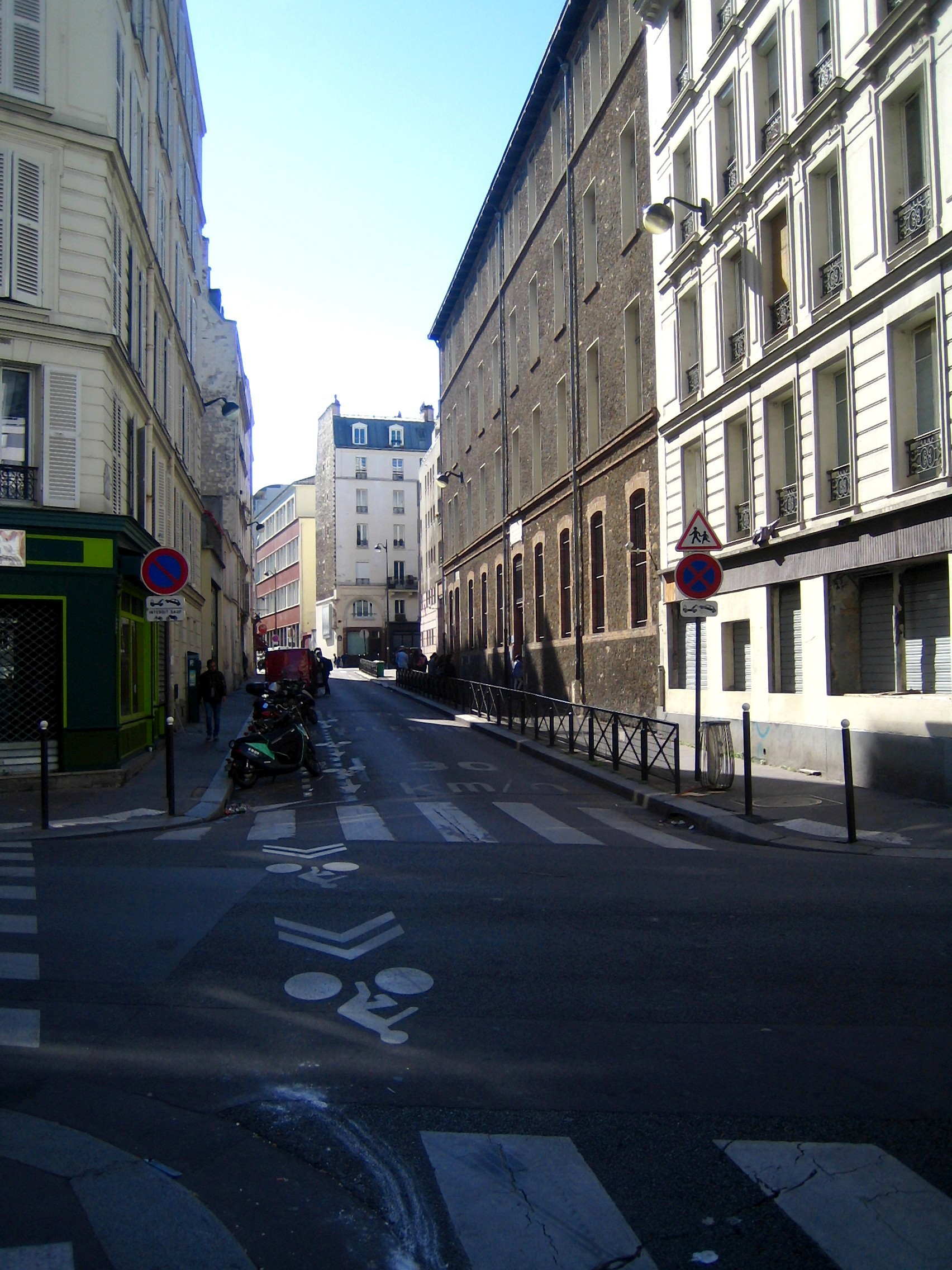
Rue Jean-Cottin.

Jean-Pierre Cottin acquiert de nombreuses propriétés à Clignancourt et Montmartre de 1770 à 1774. La Rue Jean-Cottin et le passage Cottin (derrière le Parc Chapelle-Charbon) rendent hommage au propriétaire des terrains.
En 1787, les héritiers de Nicolas Cottin vendent un terrain pour la construction de la Rotonde de la Villette, de Claude-Nicolas Ledoux. L'entreprise de la famille Cottin passe sous la direction de Jean Chéradame, à partir du 10 juin 1782 puis en 1788, qui gère 20% du nettoiement de Paris et Chéradame 13%. Le 30 août 1788, Pierre-Charles Cottin, dont le père, Pierre Cottin, est décédé en avril 1785, tous les deux maîtres jardiniers à Paris, et son épouse Agnès Andrieux, cèdent 4 arpens de terre (13,675 m2) situés à la butte Chaumont, à Jean Fessart, maître maçon qui vit auprès de Paul Armand Favart, le fils du dramaturge bellevillois, Charles-Simon Favart.

« Un petit groupe de familles étroitement apparentée accapare littéralement les marchés surtout ceux de la rive droite bien sûr, mais pas uniquement. La persistance des patronymes est frappante. Il en va ainsi de la parentèle Cottin, présente même au delà de la Révolution. Ces laboureurs - la qualité sociale que leur donnent généralement les actes notariés - de la banlieue nord sont des "coqs de village" comme on désigne alors les plus aisés des producteurs agricoles. Ils possèdent depuis longtemps des prés, des terres labourables ainsi que des jardins. Installés au cœur de la ceinture maraîchère du nord de Paris, certains cultivent des herbes et salades, ce qui justifie une utilisation importante de fumier. Leurs chevaux leur permettent d'exploiter des superficies appréciables. Sans atteindre les fortunes considérables des gros laboureurs de la plaine de France plus au nord ne sont pas les plus pauvres qui s'occupent des ordures. »

— (Extrait d'A vos poubelles citoyens ! Environnement urbain, salubrité, de Nicolas Lyon-Caen, Raphaël Morena, Champ Vallon, 2020)

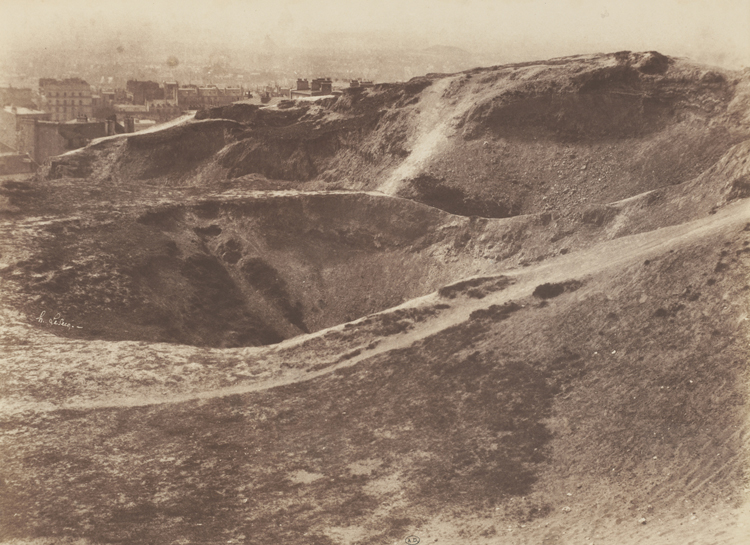
Carrières d'Amérique.

Le 24 janvier 1791, une fusillade aux abords de la Ferme Saint Lazare éclate, à La Chapelle, fait scandale, avec le décret du 22 août 1791 qui instaure officiellement la liberté de la presse, et discrédite durablement La Fayette et Stanislas de Clermont-Tonnerre.
En 1825, Alexandre Pierre Cottin, notaire, futur maire d'Alger et résident à Naples, rachète avec Fortunée Hamelin, le domaine de Nicolas Beaujon (Folie Beaujon), pour construire "sur la plus belle position de Paris, offrant tout à la fois la vue de l'immense capitale et des campagnes environnantes, jusqu'à Saint Denis" (Rue Beaujon). Son activité consiste exclusivement en l'acquisition de terrains, leur mise en valeur par des travaux de viabilité et de lotissement puis leur vente.

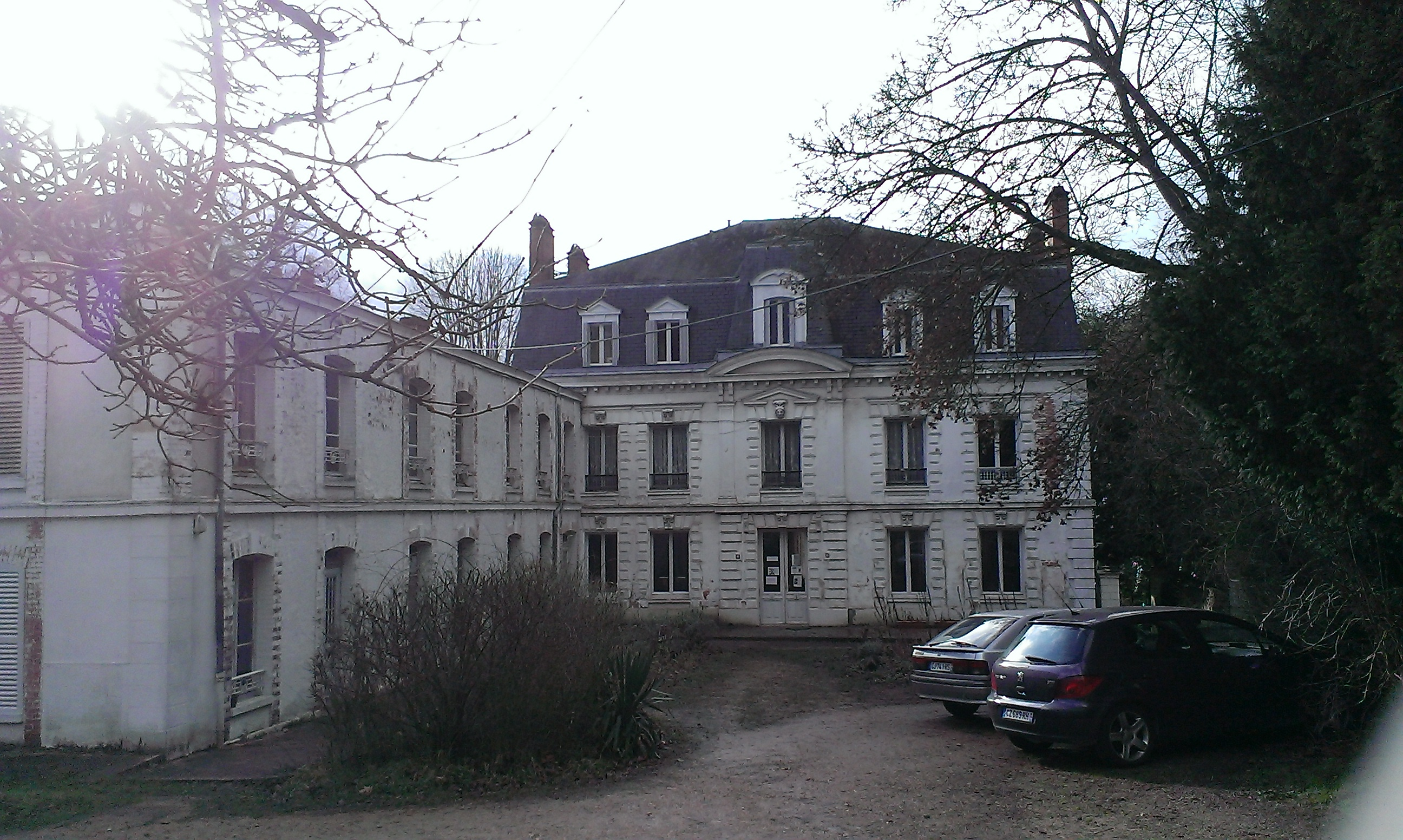
Maison de Champrosay.

Maire de la commune de la Chapelle de 1830 à 1837 (ou à 1832), Cottin est aussi plâtrier, vendeur de gypse, de coke, propriétaire de 2 692 335 m3 (Schacher: 1 506 860 m3 et Amérique : 925 745 m3) des carrières d'Amérique (Voirie de Montfaucon, Quartier de la Mouzaïa), exploitées par la Société plâtrière de Paris, sous l'impulsion du banquier Jacques Laffitte, du député François Arago, du général d'empire Gilbert Bachelu et gérée par M. Higonnet. La chaux de la Butte Beauregard, futur Parc des Buttes-Chaumont, selon la légende (sûrement fausse puisqu'elles viennent de la carrière d'Aquia, Virginia (en)) sert aux soubassements de la statue de la Liberté, de la Maison-Blanche), devient le repère privilégié de la pègre, "asile naturel de la misère et du désespoir", écrit Balzac et dont parle Eugène-François Vidocq dans ses Mémoires authentiques.

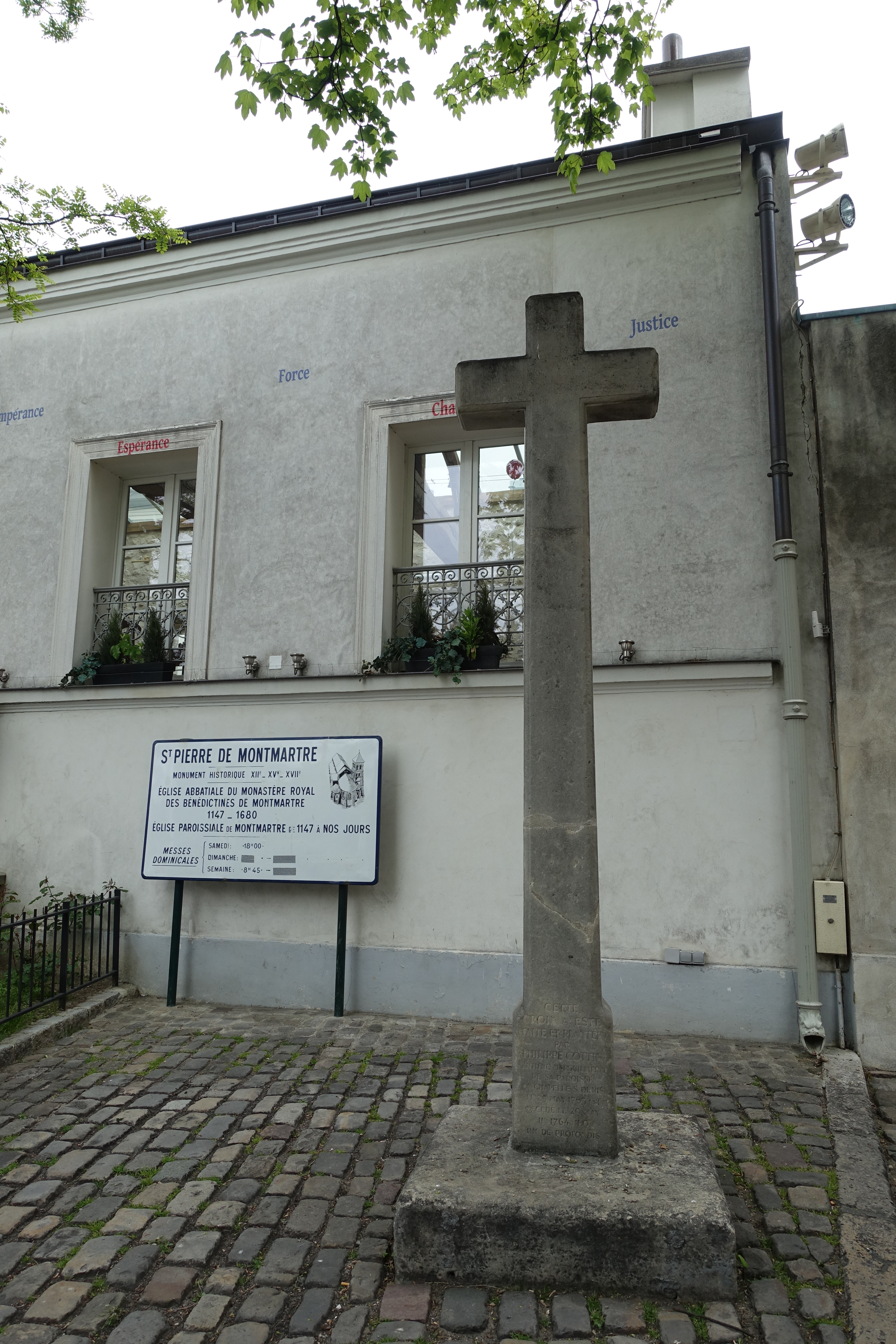
Croix Cottin.

Fils de Pierre Cottin, propriétaire de la villa de Champrosay achetée par Alphonse Daudet, le conseiller d'État du Second Empire Auguste Cottin, détaché auprès d'Eugène Rouher (Son Excellence Eugène Rougon dans le roman d'Émile Zola), est le père de l'exécuteur testamentaire de l'empereur Napoléon III, Robert Cottin, le beau père de l'académicien Frédéric Masson (beau frère d'Édouard Lefebvre de Béhaine et cousin des Goncourt) et l'oncle de Paul Cottin, sous-bibliothécaire de l'Arsenal.
La Croix-Cottin, sculptée par Philippe Cottin, marguiller, mort en 1764, est déplacée du cimetière de La Chapelle ou cimetière Marcadet à la cour de l'Église Saint-Pierre de Montmartre, en 1887.